# برونو شميتز
برونو شميتز (بالألمانية: Bruno Schmitz)‏ (و. 1858 – 1916 م) هو مهندس معماري، وأستاذ جامعي ألماني، ولد في دوسلدورف، توفي في برلين، عن عمر يناهز 58 عاماً.

## التعليم
تعلم في Kunstakademie Düsseldorf ‏
.

## جوائز
حصل على جوائز منها:

Order of the Red Eagle 4th Class ‏